# 小行星3555
小行星3555（英語：3555 Miyasaka）是一颗围绕太阳公转的小行星。1931年10月6日，卡尔·威廉·雷睦斯在海德堡发现了此天体。
这颗小行星的绝对星等为309.29094等。